# Frank Barnaby

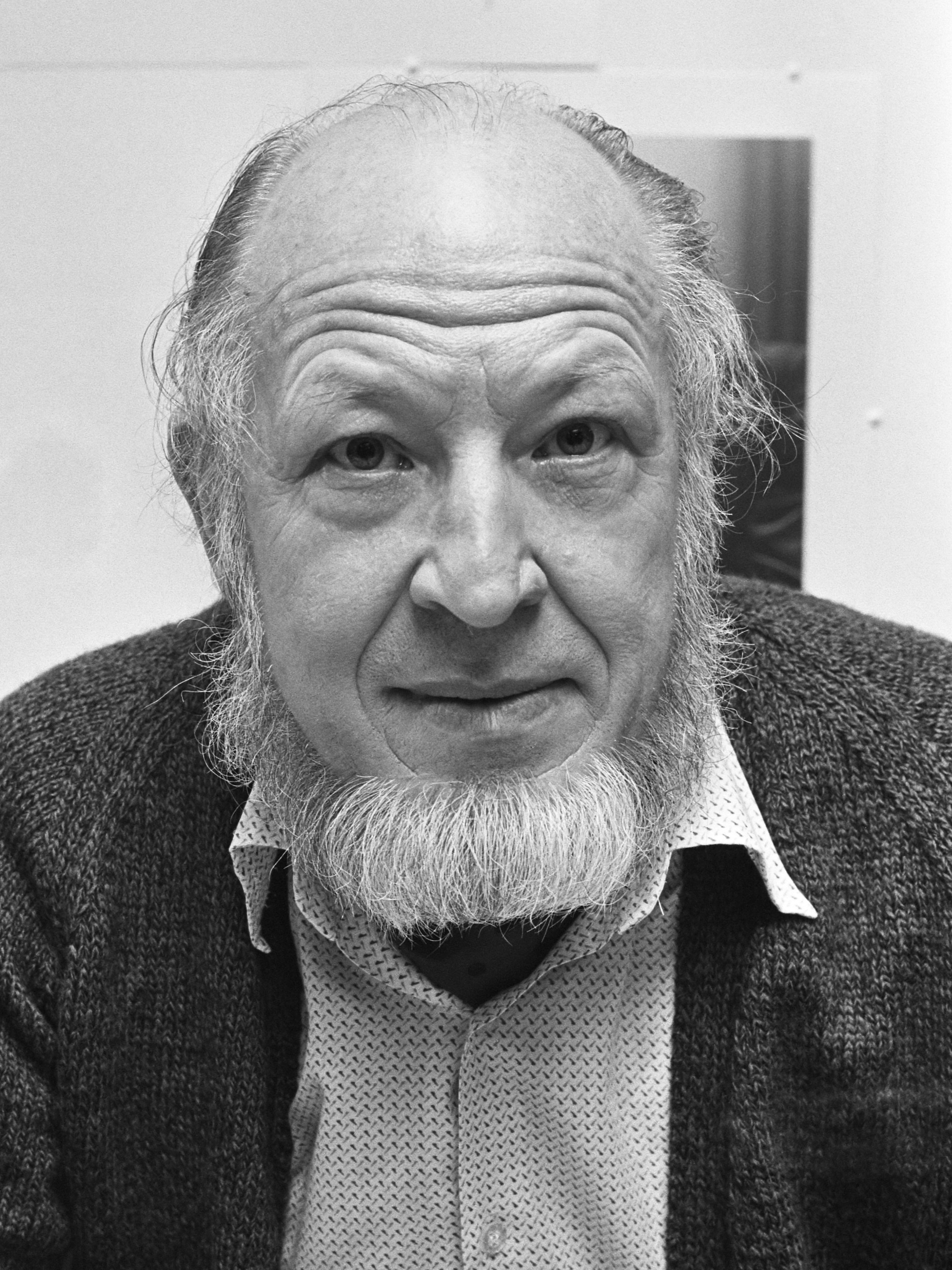
Frank Barnaby 1982

C. Frank Barnaby (* 27. September 1927; † 1. August 2020) war ein britischer Kernphysiker, Kernwaffenexperte und später Friedensforscher zu Fragen der nuklearen Sicherheit.

## Leben
Frank wurde als Kernphysiker ausgebildet. Zunächst arbeitete er für das Atomic Weapons Research Establishment (AWRE) (1951–57), da in dieser Zeit Großbritannien sein eigenes Kernwaffenprogramm aktiviert hatte. Frank war dann Mitglied des Medical Research Council und Hochschullehrer am University College in London (1957–67). Später war er Exekutivsekretär der Pugwash Conferences on Science and World Affairs (1967–70) und Direktor von SIPRI, dem Internationalen Friedensforschungsinstitut in Stockholm (1971–81).
Frank war Professor an der Freien Universität Amsterdam (1981–85) tätig und Gastprofessor mit Stassen-Lehrstuhl an der Universität von Minnesota (1985). Ebenfalls war er als Berater für die Oxford Research Group tätig, einer Nichtregierungsorganisation, die sich beispielsweise mit Militärtechnologie, zivilen und militärischen Nutzung der Kernenergie und der terroristischen Nutzung von Massenvernichtungswaffen beschäftigte.
Er erhielt Ehrendoktorwürden der Naturwissenschaften der Freien Universität Amsterdam und der Universität Southampton.

## Als Expertenzeuge des Israelischen Atomwaffenprogramms
1986 überprüfte Barnaby zusammen mit dem US-Kernwaffenexperte Theodore B. Taylor die Enthüllungen über das bis heute geheime Atomwaffenprogramm Israels von Mordechai Vanunu, einem israelischen Atomtechniker, welcher an der Nuklearanlage Dimona (viz. Kernforschungszentrum Negev, erbaut ab 1959) beschäftigt war. Die Details des Programms wurden durch ein Recherche-Team der Sunday Times ausgearbeitet und veröffentlicht. Beispielsweise schätzte Barnaby zum damaligen Zeitpunkt (1986) die Produktionskapazitäten für Kernsprengköpfe auf 100 bis 200 Einheiten (Kernsprengköpfen) ein. Barnaby sagte auch bei seinem Gerichtsprozess zu Vanunu in Israel aus.
Das israelische Atomprogramm wurde mit französischer Beteiligung aufgebaut, wobei sich Frankreich als Lieferant von Nukleartechnologie frühzeitig zurückgezogen hat. Der Ausbau mit militärischem Nutzen ist unmittelbar mit David Ben-Gurion, Schimon Peres, Ernst D. Bergmann, Bertrand Goldschmidt und anderen Personen verbunden. Bis heute gibt es keine offiziellen Informationen über Israels Kernwaffen und Atomstreitkräfte. Das Land hat 1996 den Kernwaffenteststopp-Vertrag (CTBT) unterschrieben, aber nie den Atomwaffensperrvertrag (NPT), d. h. zum Beispiel die Kernforschungsanlage wird nicht von der Internationale Atomenergie-Organisation (IAEO) im Rahmen von Sicherheitsüberprüfungen (Safeguards) überwacht.

## Werke
- Future Warfare (Michael Joseph, 1986)
- The Automated Battlefield (Sidgwick & Jackson, 1987)
- Star Wars (Fourth Estate, 1987)
- The Invisible Bomb (Tauris, 1989)
- The Gaia Peace Atlas (Pan, 1989)
- The Role and Control of Military Force in the 1990s (1992)
- Frank Barnaby (Hrsg.): Plutonium and Security. Palgrave Macmillan UK, London 1992, ISBN 978-1-349-11695-9, doi:10.1007/978-1-349-11693-5 (englisch).
- Frank Barnaby: How to Build a Nuclear Bomb. Nation Books, New York 2004, ISBN 978-1-56025-603-8 (englisch, archive.org).